# Advanced gas-cooled reactor

Schematiskt diagram av en AGR. Notera att värmeväxlaren är innesluten i den av stålförstärkt betong kombinerade trycktanken och strålskärmen.
1. Laddningstuber
2. Styrstavar
3. Grafitmoderator
4. Bränsleknippen
5. Trycktank i betong/strålskärm
6. Gascirkulator
7. Vatten
8. Vattencirkulator
9. Värmeväxlare
10. Ånga

Advanced gas-cooled reactor (AGR) är en reaktortyp för kärnkraftverk.
AGR är andra generationen av brittiska gaskylda reaktorer och använder grafit som moderator och koldioxid som kylmedel. Reaktortypen utvecklades från Magnox-reaktorn men drivs med högre gastemperatur för att förbättra verkningsgraden. Den använder anrikat uranbränsle. AGR konstrueras med två reaktorer i en gemensam reaktorbyggnad, där varje reaktor har en effekt mellan 555 och 625 MWe.
En första småskalig prototyp av AGR-reaktorn byggdes i Windscale och togs i bruk 1963. Den hade inledningsvis en nettoeffekt på 40 MW vilket senare reducerades till 24 MW. Den stängdes 1981.
Den första kommersiella AGR-reaktorn Dungeness B började byggas 1965 men togs i kommersiell drift först 1985, medan Hinkley Point B och Hunterston B som började byggas 1967 togs i kommersiell drift 1976. Totalt byggdes 14 reaktorer anordnade parvis i 7 reaktorbyggnader.
AGR-reaktorerna kännetecknas bland annat av att moderatorn av grafit degraderas och förändras av miljön med neutronstrålning, och att den i praktiken är omöjlig att reparera eller förnya. Reaktorerna har därför en oundviklig begränsning i hur lång tid de kan drivas med bibehållen säkerhet. Stora insatser har gjorts för att förbättra teknik och metoder för att inspektera och bedöma status hos moderatorn, och planerade slutdatum har i flera fall kunnat senareläggas. Till exempel beslöts i mars 2023 baserat på inspektioner utförda 2022 att låta Heysham 1 och Hartlepool vara i drift ytterligare 2 år, till 2026 istället för tidigare angivna 2024.
| Reaktor           | Netto- effekt (MWe) | Bygg- start | Ansl. t. nät | Komm. drift | Stängning   |
| ----------------- | ------------------- | ----------- | ------------ | ----------- | ----------- |
| Windscale AGR     | 24                  | 1958        | 1963         | 1963        | 1981-04-03  |
| Dungeness B-1     | 545                 | 1965        | 1983         | 1985        | 2021-06-07  |
| Dungeness B-2     | 545                 | 1965        | 1985         | 1989        | 2021-06-07  |
| Hartlepool A-1    | 590                 | 1968        | 1983         | 1989        | 2026 (plan) |
| Hartlepool A-2    | 595                 | 1968        | 1984         | 1989        | 2026 (plan) |
| Heysham A-1       | 485                 | 1970        | 1983         | 1989        | 2026 (plan) |
| Heysham A-2       | 575                 | 1970        | 1984         | 1989        | 2026 (plan) |
| Heysham B-1       | 620                 | 1980        | 1988         | 1989        | 2030 (plan) |
| Heysham B-2       | 620                 | 1980        | 1988         | 1989        | 2030 (plan) |
| Hinkley Point B-1 | 485                 | 1967        | 1976         | 1978        | 2022-08-01  |
| Hinkley Point B-2 | 480                 | 1967        | 1976         | 1976        | 2022-07-06  |
| Hunterston B-1    | 490                 | 1967        | 1976         | 1976        | 2021-11-26  |
| Hunterston B-2    | 495                 | 1967        | 1977         | 1977        | 2022-01-07  |
| Torness-1         | 595                 | 1980        | 1988         | 1988        | 2030 (plan) |
| Torness-2         | 605                 | 1980        | 1989         | 1989        | 2030 (plan) |